# شهرستان فلارد
شهرستان فلارد یکی از شهرستان‌های استان چهارمحال و بختیاری است. مرکز این شهرستان، شهر مال‌خلیفه است.
این شهرستان در تاریخ ۲۴ تیرماه ۱۴۰۱ از شهرستان لردگان جدا گردید و مستقل شد.

## موقعیت جغرافیایی
شهرستان فلارد از شمال با شهرستان خانمیرزا، از جنوب با استان کهگیلویه و بویراحمد، غرب با شهرستان لردگان و از شرق با استان اصفهان همسایه است.

## تقسیمات کشوری
شهرستان فلارد دارای ۲ بخش، ۴ دهستان و ۱ شهر به شرح زیر است:

### شهرستان فلارد
| بخش          | مرکز بخش | جمعیت بخش ۱۳۹۵ | نام دهستان | مرکز دهستان | جمعیت دهستان ۱۳۹۵ | شهر              | جمعیت شهر ۱۳۹۵   |
| ------------ | -------- | -------------- | ---------- | ----------- | ----------------- | ---------------- | ---------------- |
| مرکزی        | مال‌خلیفه | ۲۳٬۹۴۲ نفر     | فلارد      | کلواری سفلی | ۱۴٬۹۰۰ نفر        | مال‌خلیفه         | ۴٬۰۲۴ نفر        |
| مرکزی        | مال‌خلیفه | ۲۳٬۹۴۲ نفر     | شهریار     | شهریار      | ۵٬۰۱۸ نفر         | مال‌خلیفه         | ۴٬۰۲۴ نفر        |
| امامزاده حسن | شاه نجف  | ۹٬۰۸۱ نفر      | پروز       | قلعه سوخته  | ۴٬۷۹۰ نفر         | **************** | **************** |
| امامزاده حسن | شاه نجف  | ۹٬۰۸۱ نفر      | پشتکوه     | دره نامداری | ۴٬۲۹۱ نفر         | **************** | **************** |

## جاذبه‌های گردشگری
از نقاط دیدنی و جاذبه‌های گردشگری شهرستان فلارد می‌توان به پارک جنگلی پروز، جنگل بلوط دالورا، آبشار میلان بابااحمدی، امامزاده محمد حنفیه میلان، امامزاده حسن ، باغات روستای ابواسحاق، قلعه دشتپاگرد، چشمه سندگان و چشمه برم مال‌خلیفه اشاره کرد.

### آبشار بابا فرج (میلان بابااحمدی)
یکی از جاذبه‌های گردشگری زیبای شهرستان فلارد، آبشار بابافرج در روستای میلان بابااحمدی است. این آبشار زیبا از کوه‌های روستای ابواسحاق سرچشمه می‌گیرد و همه ساله در فصل بهار پذیرای گردشگران زیادی است.

## جمعیت
بر پایه سرشماری عمومی نفوس و مسکن در سال ۱۳۹۵، جمعیت شهرستان فلارد برابر با ۳۳٬۰۲۳ نفر بوده‌است.